# Onze-Lieve-Vrouwkapel (Bellingen)

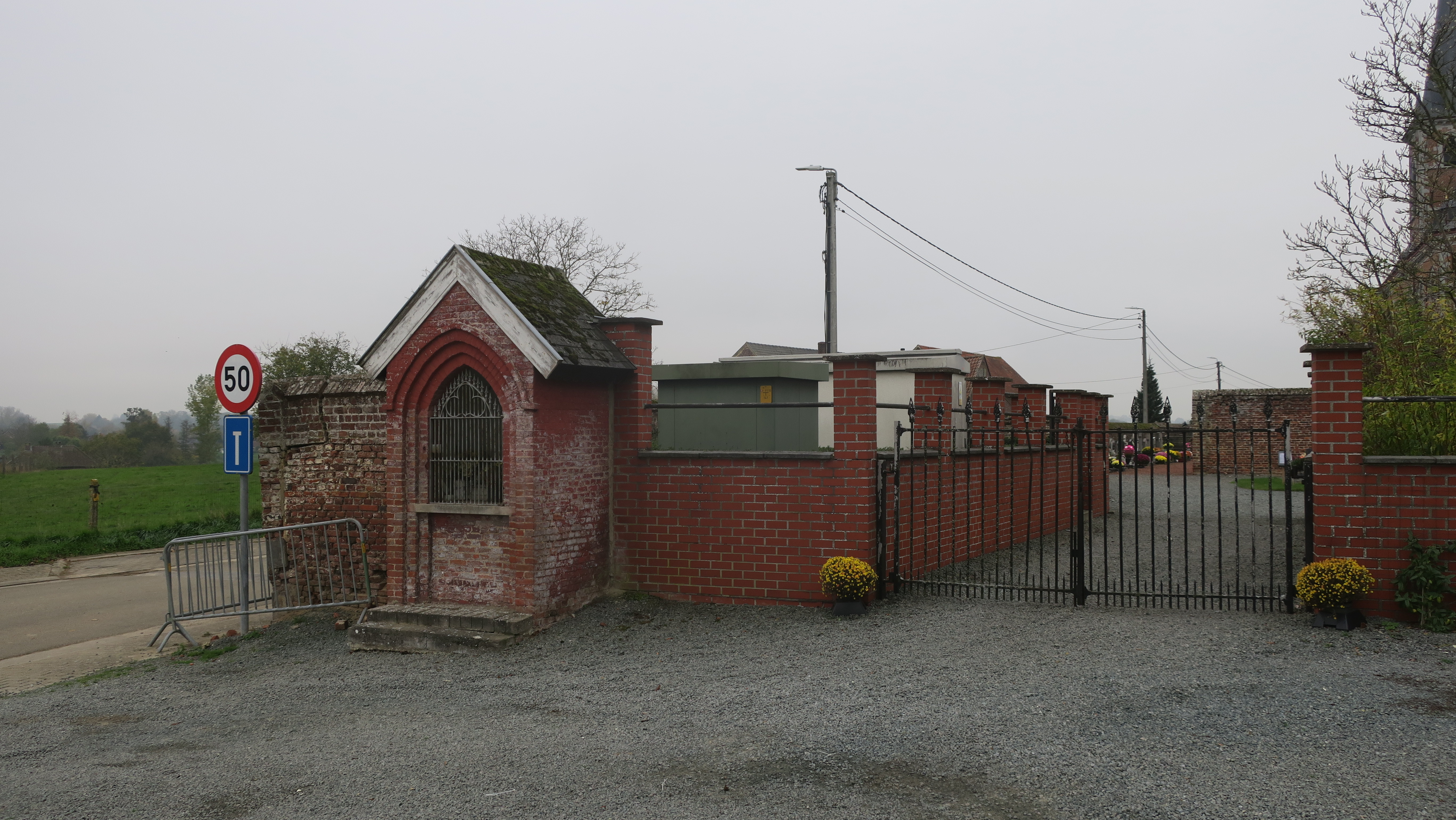
De Onze-Lieve-Vrouwkapel opgericht tegen de kerkhofmuur.

De Onze-Lieve-Vrouwkapel is een kapel die zich bevindt in Bellingen, een deelgemeente van Pepingen in de Belgische provincie Vlaams-Brabant. De kapel is gelegen aan het kruispunt van de Trapstraat en de Cantimpréstraat. Het gebouwtje is opgericht tegen de kerkhofmuur die grenst aan de pastorie en maakt deel uit van het beschermde dorpsgezicht van de ‘hoeven Cantimpré en Hof ter Kammen met omgeving’.
De pijlerkapel is opgetrokken in baksteen en is bedekt met een zadeldak van gecementeerde pannen. De spitsboogvormige nis is trapsgewijs verdiept in het gevelvlak en is afgesloten met een diefijzer. In de nis staat op een verhoog een beeld van Onze-Lieve-Vrouw met op haar arm het kindje Jezus. Verder staan er enkele bloempotten en kaders. De muren zijn bepleisterd en de vloer is bedekt met gecementeerde tegels. Voor de kapel liggen twee treden gevormd door bakstenen.
De kapel is opgericht tegen de muur van het kerkhof van de parochiekerk Onze-Lieve-Vrouw. Deze kerk is aangeduid als beschermd monument. Deze kerkhofmuur grenst aan de oprit van de pastorie. In de voorgevel van de pastorie is een gevelniskapel ingewerkt. 

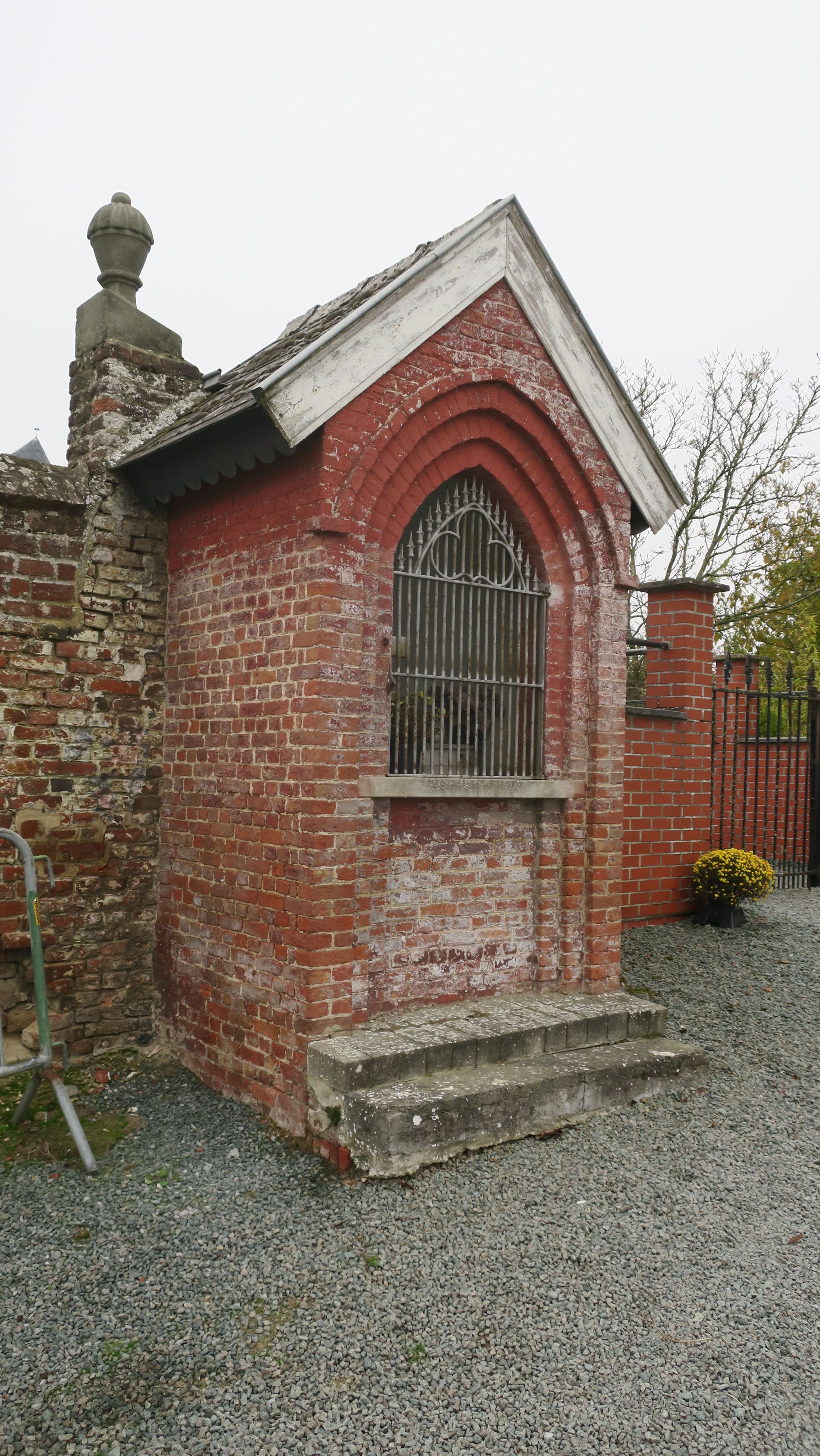
De Onze-Lieve-Vrouwkapel.

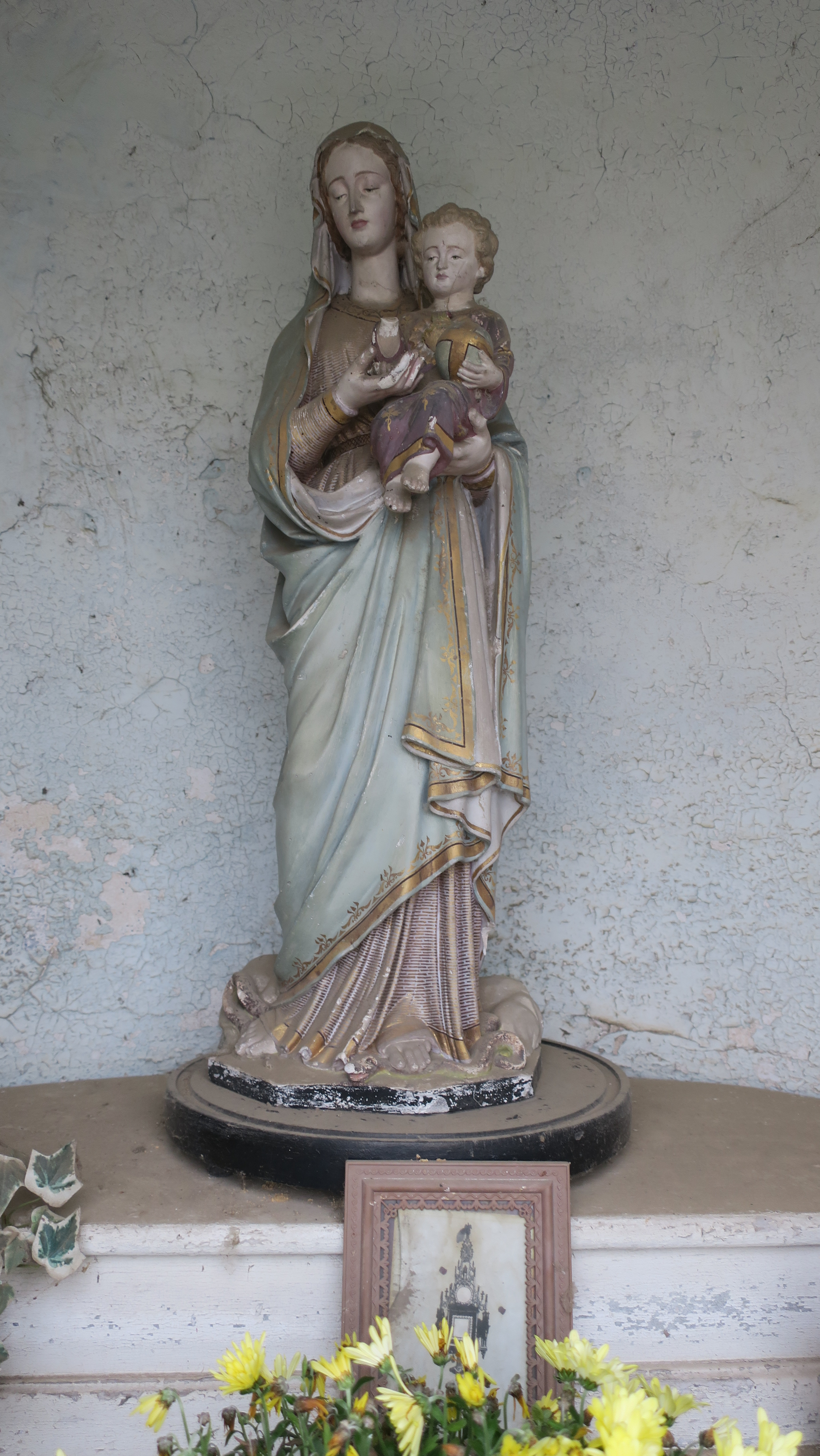
Beeld van Onze-Lieve-Vrouw in het kapelletje.